# June’s Journey/Episodenliste
Die nachfolgende Auflistung stellt die Handlung des Handyspiels June’s Journey dar. In dem Wimmelbild-Spiel übernimmt der Spieler die Rolle einer jungen Frau, die in ihrem privaten Umfeld detektivische Ermittlungen anstellt und in einen wendungsreichen Strudel von Ereignissen hereingezogen wird.

## Kapitel 1–6
June’s Journey spielt in den ausgehenden 1920er-Jahren. Die ehemalige Krankenschwester June Parker kehrt auf Grund schrecklicher Nachrichten aus London zum Familiensitz auf der fiktiven Orchideeninsel bei New York zurück: Ihre Schwester Clare und deren Gatte Harry van Buren sind tot, offensichtlich in Folge eines erweiterten Suizids. Alles deutet darauf hin, dass Harry erst seine Frau und dann sich selbst erschoss. June will sich um die Tochter der beiden, ihre Nichte Virginia, kümmern. Sie entdeckt jedoch einige Ungereimtheiten. So präsentiert Virginia ein Tatortfoto, auf dem neben Harrys Leiche drei benutzte Whiskeygläser zu sehen sind – ob zum Todeszeitpunkt eine dritte Person im Raum war, wurde von der Polizei nicht untersucht. Gemeinsam mit Virginia macht sich June auf, die Hintergründe der Tat zu ermitteln. Schnell finden die beiden heraus, dass Harry van Buren in illegale Geschäfte involviert war und Kontakte zur Mafia hatte. Zwei der Charaktere, auf die June während ihrer Ermittlungen stößt, sind der Schriftsteller und Pilot Jack Hayes, mit dem sie früher eine Beziehung hatte, und der FBI-Agent Sam Watts, der vordergründig im Mordfall ermittelt, aber eine lange gemeinsame Historie mit dem Ehepaar van Buren hat. June wird misstrauisch, als Watts in angeblicher Selbstverteidigung den Verdächtigen Eddie Daggett erschießt, der mit Harry van Buren in illegalen Alkoholhandel verwickelt war. Sie kann schließlich ermitteln, dass Watts nicht nur eine Affäre mit Clare hatte, sondern sogar der Vater ihrer Tochter Virginia ist und das Ehepaar van Buren umbrachte, weil diese ihm den Kontakt zu seiner Tochter verweigerten. Watts entführt Virginia nach Kuba, aber June nimmt die Verfolgung auf und stellt den Mörder.

## Kapitel 7–12
Da Virginia nach dem Tod ihrer Eltern Probleme hat, sich wieder in den Alltag einzugliedern, reist June mit ihr nach Paris, um ihre alte Freundin Amelia Dumas zu besuchen und Virginia eine Auszeit zu gönnen. Amelia betreibt mit ihrem Partner Pascal Moreau ein Maleratelier und ist in Schwierigkeiten: Um sich finanziell über Wasser zu halten, haben beide Fälschungen erstellt und dem ihnen bekannten Maler und Galeristen Silvio Santini verkauft. Seit einiger Zeit werden die beiden damit erpresst. Ein paar Tage vor Junes Ankunft sollte Pascal dem Erpresser einen Koffer mit Geld übergeben und ist seitdem verschwunden. Die Ereignisse überschlagen sich: Santini deutet an, dass er von den Fälschungen von Amelia und Pascal weiß, und macht sich damit als möglicher Erpresser verdächtig, beschuldigt aber seinerseits Moreau, ein wertvolles Gemälde aus seiner Galerie gestohlen zu haben. Dann finden June und Amelia Pascals Leiche, die Todesursache ist nicht eindeutig zu klären. Als Erpresser stellt sich ein Geschäftspartner von Santini heraus, der aber mit dem Gemäldediebstahl und dem Tod Pascals nichts zu tun haben will. June nimmt die Ermittlungen auf und kann die Spur des Täters nach Cortona in der Toskana verfolgen. Dort stellt sich der Gemäldedieb als Viola Russo heraus, Tochter des gealterten Malers Bernardo Russo, der Santinis Lehrmeister war. Der untalentierte Santini hatte Russos Gemälde in Paris als seine eigenen ausgegeben und verkauft, darunter auch The Piazza of Love, das Viola zurückhaben wollte und sich daher für den Diebstahl mit Moreau verbündet hat. Moreau ist ohne Fremdverschulden im Rahmen eines Unfalls verstorben. Zurück in Paris schmuggelt June von Amelia gefälschte Bilder in eine Ausstellungseröffnung Santinis und diskreditiert ihn dadurch nachhaltig.

## Kapitel 13–18
Die Haushälterin der Parkers, Mrs. Talbot, macht sich Sorgen um ihren Sohn Bobby und reist, begleitet von June, nach New Orleans, um nach seinem Verbleib zu forschen. Bobby steht unter Verdacht, in einem Club seinen Pokergegner Ray Conroy ermordet zu haben, nachdem er von diesem eine große Summe Geld gewonnen hatte. June findet schon bald heraus, dass Bobby unschuldig ist und von der korrupten Polizei vor Ort angeschwärzt wurde. Nachdem sie ihm zur Flucht aus der Stadt verholfen hat, gerät die Barsängerin Stella Lee in den Fokus ihrer Ermittlung. Deren Freund, der Clubbesitzer Elliot Bernard, kommt June bei ihren Untersuchungen sehr entgegen. Erst als Stella verhaftet wird und June und Mrs. Talbot Bobby in Mexiko treffen, wohin er geflüchtet war, klärt dieser sie über die ganze Geschichte auf: Nicht Stella hat den Mord begangen, sondern Elliot selbst. Er will Bobby, den einzigen Zeugen seiner Schuld, aus dem Weg haben und sich außerdem an ihm rächen, da Bobby nicht allein nach Mexiko gegangen ist. In seiner Begleitung befindet sich Elliots hochschwangere Haushälterin Franny, der gegenüber Elliot aufdringlich geworden ist und die nun dessen Kind austrägt, mit der Bobby jedoch ein Liebesverhältnis begonnen hat. Elliot, der von June erfahren hat, wo Bobby sich aufhält, ist ihnen gefolgt und verlangt erbost von Franny das Kind. Er droht, sie zu töten, kommt allerdings selbst zu Tode, als er sich aus einer Falle befreien will, die June ihm gestellt hat. Bobby kehrt mit Franny nach New Orleans zurück und wird dort bald der Stiefvater ihres Kindes.

## Kapitel 19–24
June findet heraus, dass Virginia wieder mit ihrem leiblichen Vater Sam in Kontakt steht. Er hatte in Clares Auftrag nach Irene gesucht, Clares und Junes Mutter. June hat Irene nie verziehen, dass diese einst die Familie verlassen hat, um ein Leben als Betrügerin und Diebin zu führen, und reist nur widerwillig nach Würzburg, als sie erfährt, dass ihre Mutter dort in einem Krankenhaus liegen soll. Stattdessen stellt sich heraus, dass Irene über das Krankenhaus aus der Haft entwischt ist und nun mit Interpol zusammenarbeitet, um ihre ehemalige Komplizin, genannt die Markgräfin, bei einem Juwelenraub zu stellen. Als das misslingt, schließt sich June ihrer Mutter an und beide verfolgen gemeinsam die Markgräfin nach Monaco. Sie können verhindern, dass diese eine Liste mit den Namen gefährdeter europäischer Agenten an einen Offizier der Roten Armee verkauft, aber die Markgräfin selbst entwischt. June, inzwischen versöhnlicher gestimmt, hilft ihrer Mutter daraufhin, sich abzusetzen, sodass Irene sich der Jagd nach ihrer früheren Verbündeten widmen kann. Ihr Verschwinden wird dabei von Hermann Wendel, ihrem Kontaktmann bei Interpol, gedeckt.

## Kapitel 25–30
Bei einer Ausstellung Amelias, die June zusammen mit Virginia in Nizza besucht, begegnet sie zu ihrer Erschütterung Joseph Amadi – jenem Mann, für den Junes Ehemann, der Arzt Nicholas „Nicky“ Bennett, sie einst verlassen hat. Obwohl June die Umstände der Scheidung nur schwer verkraftet hat, begleitet sie Joseph nach Nigeria, als sie erfährt, dass Nicky verschwunden ist. Auf der Suche nach ihm schließt June ihren Frieden mit Joseph, und die beiden finden Nicky in einem Bergbaudorf im Herzen Nigerias, wo er gegen die Krankheiten kämpft, die aufgrund der rücksichtslosen Methoden des Kohleabbaus unter der Bevölkerung grassieren. Da die Besitzerin des Bergwerks, Arabella Peel, sich nicht für die Gesundheit der Einheimischen interessiert und die verantwortliche Gesundheitskommission vor Ort für ein positives Gutachten bestochen hat, stellen Nicky, Joseph und June ihr eine Falle: Sie geben ein verlassenes Stück Land, in dem einst vergebens nach Bodenschätzen gegraben wurde, als vielversprechende Diamantenmine und Joseph als deren Besitzer aus und überzeugen Miss Peel, ihr Kohlebergwerk gegen die Mine einzutauschen. Als diese dem Betrug auf die Schliche kommt, sind die Dorfbewohner um das Bergwerk bereits als offizielle Besitzer des Landes bestätigt worden. June verabschiedet sich freundschaftlich von Joseph und Nicky, die ihre Arbeit im Krankenhaus in Lagos wieder aufnehmen.

## Kapitel 31–34
Als June Virginia in Paris abholen will, begegnet sie Silvio Santini wieder, der mittlerweile pleite und zutiefst verzweifelt ist: Um nach seiner öffentlichen Diskreditierung wieder an Geld zu kommen, hat er sich mit der Markgräfin verbündet. Diese hat den Juwelier ausgeraubt, bei dem Santini gearbeitet hat; Santini hat geholfen, die Beute zu verstecken, allerdings einen Teil für sich behalten, um entstandene Schulden abzuzahlen. Jetzt bedroht die Markgräfin ihn. June nimmt über eine kodierte Zeitungsanzeige Kontakt zu ihrer Mutter auf, die ihr helfen will, die Markgräfin zu stellen. Tatsächlich konfrontieren sie die Markgräfin beim Raub eines kostbaren Kronjuwels der belgischen Königsfamilie, aber Irene bringt es nicht über sich, ihre frühere Komplizin zu erschießen, sodass diese entkommt. Um wenigstens Santini aus seiner Zwangslage zu befreien, inszenieren June und Irene dessen Tod und schmuggeln den betäubten Santini in einer Schiffsfrachtkiste nach Malta, wo er sein neues Leben zwar recht mittellos, aber frei beginnt.

## Kapitel 35–39
June und Virginia werden von Jack nach Hollywood eingeladen, wo dieser ein Drehbuch über Junes Abenteuer an ein Filmstudio verkauft hat und jetzt am Dreh des Films beteiligt ist. Jedoch taucht die Leiche der Hauptdarstellerin Louise Davis am Set auf. June, die eine verblüffende Ähnlichkeit mit Louise hat, springt vorerst für sie ein, um zu ermitteln. Der aufbrausende Stuntman Charlie Miller ist sicher, dass Louise einem Unfall infolge der schlechten Sicherheitsvorkehrungen im Studio zum Opfer gefallen ist, während June den Regisseur Dexter im Verdacht hat, Louise aufgrund eines ausgeschlagenen Heiratsantrags ermordet zu haben. Doch nach einem Brandanschlag auf das Set wird die Produktion abgebrochen, und Dexter, der inzwischen mit schweren Entzugserscheinungen im Krankenhaus liegt, erklärt June, dass er und Louise kein Paar waren – sie haben gemeinsam versucht, von ihrer Alkoholsucht loszukommen. Anhand von Louises Testament kann Dexter nachweisen, dass ihr einziger Erbe ihr Onkel, der Studiobesitzer Milton Hobbes ist, der hohe Spielschulden hat und von der Mafia unter Druck gesetzt wird. June stellt Milton, der gesteht, dass er seine Nichte um des Geldes willen getötet hat. Sie entkommen dem auf ihn angesetzten Auftragsmörder und June übergibt Milton der Polizei.

## Kapitel 40–46
Um ihre begonnene Beziehung mit Charlie Miller zu vertiefen, bleibt June vorerst in Los Angeles. Als er nach einem Date von der Einwanderungsbehörde verfolgt wird, erfährt sie, dass er gebürtig Chandra Mullar heißt, aus Indien stammt und zurückkehren muss, um seiner Familie nach einem Erdbeben zu helfen. June begleitet ihn nach Bombay. Bei einem Abendessen mit Familie Mullar wird Charlies Cousin Saleem in den Rücken geschossen, kann aber von June stabilisiert werden. Ihr erster Verdacht fällt auf Saleems Frau Elina, mit der er kurz zuvor Streit hatte, zerstreut sich aber bald wieder: Saleem und Elina haben sich miteinander arrangiert und ihre Affäre mit Saleems Kollegen Evon Varma wird von Saleem gebilligt. Opal Shah, eine frühere Patientin, die Saleem Drohbriefe geschickt hat und ihm die Schuld am Tod ihres Mannes durch eine Morphium-Überdosis gibt, eröffnet June, dass Saleem mit Drogen handelt. Ein weiterer knapp gescheiterter Anschlag bringt June auf die Spur von Charlies Bruder Kamal, der wegen Mordes im Gefängnis gesessen hat, nun aber ausgebrochen ist. Er will Rache, weil er für Saleems Verbrechen verhaftet wurde; Saleem hat zehn Jahre zuvor Geld für seine Drogengeschäfte gebraucht. Charlie will seinem Bruder helfen, das Land zu verlassen, doch Kamal wird auf der Flucht von Polizisten erschossen. Ein Beweis von Saleems Schuld scheint unmöglich. Als er kurze Zeit später im Morphiumrausch einen Mann anfährt, hilft June ihm widerwillig, diesen zu verarzten. Sie erzählt Charlie von dem Geschehenen, hindert ihn jedoch daran, Saleem bewaffnet zu konfrontieren. Wütend über ihre Einmischung beendet Charlie die Beziehung mit June.

## Kapitel 47–52
Daheim und geplagt von Liebeskummer bekommt June Besuch von Amelia – Virginia hat sie eingeladen, um June aufzuheitern. In der folgenden Nacht verwüstet ein Gewittersturm Teile der Orchideeninsel. June und Amelia finden bei einer Inspektion des entstandenen Schadens ein altes Boot, das an der Küste angespült wurde, sowie ein weibliches Skelett darin. Anhand eines Klassenrings von 1907 stößt June auf die vor zwanzig Jahren verschwundene Emma Jones, die jedoch keine Studentin war, sondern Reinigungskraft im College. Emmas Mutter Ruth und ihr Bruder Lewis bringen June Emmas damaligem Verlobten Ted Franklin auf die Spur, in dessen Boot ihre Leiche gelegen hat. Doch Ted beteuert seine Unschuld. Kurz nach Emmas Verschwinden wurden ihm anonym deren Tagebücher und Aufzeichnungen zugeschickt, anhand derer June Emmas Labor ausfindig machen kann. Emma hat ihr chemisches Genie insgeheim ausgelebt und immer wieder Materialien aus dem College gestohlen, um ihre Experimente fortzuführen. Kurz nachdem ihr die Entwicklung eines hocheffizienten Treibstoffs gelungen war, wurde ihr gekündigt und sie verschwand. June konfrontiert Professor Stone, der den Ruhm für den Treibstoff beansprucht. Er leugnet nicht, Emma getötet zu haben, verhöhnt June jedoch damit, dass sie ihm nichts nachweisen kann. June und Amelia fälschen Beweise und einen Erpresserbrief, um ihn aus der Reserve zu locken, woraufhin Professor Stone June überfällt und in einem Raum mit demolierter Gasleitung einsperrt, um sie dort ersticken zu lassen. June kann sich jedoch befreien; inzwischen hat die Polizei den Professor bereits beim Versuch erwischt, Beweise zu vernichten, und ihn verhaftet.

## Kapitel 53–55
Nach der erfolgreichen Aufklärung von Emma Jones' Tod gibt Virginia ohne Junes Wissen eine Anzeige in der Zeitung auf, in der sie Werbung für June als Privatdetektivin macht. Der erste Auftraggeber, der sich meldet, ist ein alter Bekannter, Sonny Daggett, der nach dem verschwundenen Erbe seines Bruders Eddie sucht. Er nimmt an, dass Eddie das Geld in einem Sofa versteckt hat; dieses wurde jedoch mit dem restlichen Nachlass versteigert. Virginia kann weiterhelfen: Das gesuchte Sofa befindet sich inzwischen im Besitz ihrer Schuldirektorin Miss Hillingdon, die es in Reparatur gegeben hat. Sonny ist recht angetan von Miss Hillingdon und bereit, ihr das Sofa zu überlassen; June hilft ihm allerdings, in die Werkstatt einzubrechen und das Geld zu holen, das in ein Polster eingenäht ist. Anschließend wird June zu ihrer Überraschung sowohl von Sonny als auch von Miss Hillingdon gebeten, ein Rendezvous zwischen ihnen zu vermitteln. Das Anliegen ist ein wenig außerhalb von Junes Expertise, gelingt aber schließlich auch.

## Kapitel 56–61
Als ein Brief June informiert, dass ihre Mutter verfolgt und wahrscheinlich bedroht wird, reist sie nach London, um Irene zu treffen. Dem Interpol-Beamten Aguste Chartier, der ihr geschrieben hat, trauen beide nicht über den Weg, doch können sie nur mit seiner Hilfe Irenes Verfolger stellen, der von der Markgräfin beauftragt wurde. Als June Irene in dem Hotel aufsucht, wo diese sich versteckt hat, ist Irene zutiefst verstört – ein weiterer Fremder ist mit ihr ins Gespräch gekommen und hat sich dann gewaltsam Zugang zu ihrem Zimmer verschafft. Irene nimmt an, dass sie ihn in Notwehr getötet hat, da sie aus einer Bewusstlosigkeit neben seiner Leiche erwacht ist, eine blutüberströmte Schere in der Hand. Inzwischen ist die Leiche jedoch verschwunden. Mit der Vermutung, dass es sich um einen Auftragsmörder angeheuert von der Markgräfin handelte, suchen Irene und June einen Kontaktmann der Markgräfin auf. Dabei verfolgt Aguste Chartier sie und versucht, Irene zu verhaften. June kann ihn vorerst abschütteln; ausgerechnet die Markgräfin verhilft ihnen zur Flucht auf ihrem Boot. Sie beharrt darauf, dass ihr der Mordversuch an Irene von Chartier angehängt wurde. Noch bevor sie das Versteck der Markgräfin erreichen können, werden sie in der Straße von Gibraltar von der Wasserpolizei gestellt. Die Markgräfin sprengt ihr Boot, um die Polizei abzulenken, verschwindet aber nach der Explosion. June, Virginia und Irene werden von Hermann Wendel gerettet und zu seinem Haus in Portugal gebracht.
Dort bittet er um ihre Hilfe: Nachdem seine Unterstützung für Irene zuletzt seiner Glaubwürdigkeit bei Interpol geschadet hat, will er Aguste Chartier der Korruption zu überführen. Indem Hermann Wendel eine Verhaftung von Irene vortäuscht, kann er sie, June und Virginia ins Hauptquartier der Interpol in Wien einschleusen. Beim Diebstahl von Chartiers Akte finden sie heraus, dass dieser schon seit Jahren hochkarätige Verbrecher stellt, sie dann aber für seine Zwecke anheuert. Irene und die Markgräfin sind sein aktuelles Ziel. Die Markgräfin, erneut zur Gruppe gestoßen, will helfen, Chartier in eine Falle zu locken, doch statt sie in Budapest zu erwarten wie verabredet, konfrontiert Chartier sie bereits im Zug. Ohne Möglichkeit zur Flucht und mit Drohungen auf Virginias Leben erpresst, lassen sich Irene und June widerwillig auf Chartiers Plan ein: Gemeinsam mit der Markgräfin schleichen sie sich in den Königlichen Palast in Budapest ein und suchen einen Tresor im Keller auf, dessen Inhalt Chartiers Auftraggeber zerstört haben will. June ist irritiert angesichts der Pläne und Dokumente, die auf einen Dammbau in Rumänien hinweisen – offenbar wurde dieser mit militärischer Gewalt gegen die lokale Bevölkerung erzwungen. Plötzlich fordert die Markgräfin mit erhobener Waffe sämtliche Unterlagen ein und verschwindet.
June und Irene werden von ihr in den Tresor eingeschlossen; als sie entkommen können, treffen sie Hermann Wendel und Virginia an. Chartier allerdings ist mittlerweile von der Markgräfin erschossen worden. Die Parker-Frauen können mit Hermann Wendels Hilfe seinen Auftraggeber Graf Petrescu in Bukarest ausfindig machen, doch auch auf ihn hat die Markgräfin geschossen. June versorgt den Grafen, der ihr jedoch unter den Händen wegstirbt und dabei seine Verbrechen gegenüber einem Ort namens Listrita bekennt. Die Parker-Frauen finden die Überreste von Listrita in den Bergen und dort auch die Markgräfin. Ihre Familie starb, als Petrescu, um den Dammbau durchzusetzen, gewaltsam das Dorf räumen, niederbrennen und schließlich vom entstehenden Stausee überschwemmen ließ. Da das Massaker gerächt ist, sieht die Markgräfin ihre Mission als erfüllt an und begeht Suizid. Irene erbt ihr Haus in den Karpaten und findet dort eine Medizin, die June darauf schließen lässt, dass die Markgräfin bereits unheilbar krank war. Zudem hat die Markgräfin dort Irenes Interpol-Akten hinterlegt und damit die Möglichkeit, ihre Freiheit zu erlangen. Irene gibt die Akten Hermann Wendel, damit er sie zur Rechenschaft ziehen kann, doch er verbrennt alle Papiere und findet sich damit ab, dass Interpol ihn dafür entlassen wird.

## Kapitel 62–67
Daheim geht June ihre neuen Aufträge an: Die hochschwangere Margaret Flynn bittet, den angeblichen Selbstmord ihres Mannes Henry neu zu beleuchten. June läuft bei ihren Ermittlungen in Chicago den Detectives David West und Ralph Bristol über den Weg, die offenbar hinter demselben Kriminellen her sind wie sie. Henry Flynns Freund Seymour fällt durch sein Verhalten auf und gesteht seine Verwicklung. Er und Henry haben vor einiger Zeit eine große Menge Geld gefunden und es unter sich geteilt. Da Seymours Geschäft vor dem Bankrott steht, hat er in seiner Verzweiflung einen Mann namens Mitch engagiert, der Henrys Anteil stehlen und mit Seymour teilen sollte, doch Mitch hat Henry im Zuge dessen ermordet. David nimmt die Sache persönlich, nachdem sein Partner Bristol während der Ermittlung anscheinend in einem brennenden Auto umkommt. David und June verfolgen den flüchtigen Mörder nach Rio de Janeiro und müssen sich zunächst mit dessen verärgerter Auftraggeberin, der Waffenhändlerin Angel Damasco, herumschlagen. Erst als sie Mitchs Versteck auf einer Insel bei Itaguaí finden, wird klar, warum sie es die ganze Zeit mit Spuren ins Nichts zu tun hatten: Mitch war es, dessen Leiche in Chicago in dem brennenden Auto lag; Davids Partner Bristol hat seinen Tod vorgetäuscht und Mitchs Identität gestohlen, um an dessen Geld zu kommen. Sein Fluchtversuch wird von June vereitelt. Wieder in Chicago kommen sich June und David näher, und June hilft David bei einem gewagten Unterfangen: Da Henrys Witwe das gefundene Geld verweigert wird, stiehlt David dieses aus der Asservatenkammer und hinterlegt es Margaret, damit sie und ihr Baby finanziell abgesichert sind.

## Kapitel 68–73
Auf Jacks Bitte hin begleitet June ihn zur Geburtstagsfeier seiner Großmutter in Cape Cod. Familie Hayes steckt mitten im Wahlkampf zur Wiederwahl von Jacks Vater Avery; dessen herrische Mutter Vivian organisiert alle sozialen Begleitevents. Doch als Avery nach dem Giftmord an seinem Praktikanten Ben Field von der Polizei verhört wird, scheint alles in sich zusammenzubrechen. Avery ist völlig aus der Fassung und, da er seinen Problemen mit Alkohol begegnet, wenig hilfreich. June und Jack erfahren von der Reporterin Marie Hamada, mit der Field kurz vor seinem Tod in Kontakt stand, dass Avery vor einigen Jahren eine Affäre mit einer Angestellten hatte, Evelyn Lang, die von Vivian unter Druck gesetzt wurde, sich zurückzuziehen – mitsamt ihrer Tochter, Jacks kleiner Halbschwester. Vivian versuchte auch, Fields Schweigen zu erkaufen. Auch Averys Wahlkampfhelfer Dale Zigler, mit dem Vivian nicht auskommt, wusste von der Affäre. Als Jack seine Großmutter nach einem Streit zwischen ihr und Avery konfrontieren will, findet er sie mit einer Kopfverletzung im Gewächshaus vor. June glaubt nicht an einen Unfall, insbesondere, da Vivian direkt im Krankenhaus erneut angegriffen wird. Doch ihre Hinweise führen June und Jack zu einem Erpresserbrief, den Ben Field an Dale geschrieben hatte. Um die Wahl des Senators nicht dem Skandal aufzuopfern, hat Dale den Praktikanten ermordet und dann versucht, Vivian loszuwerden. Nach dieser Auflösung nehmen sich June und Jack Zeit für einen Spaziergang, bei dem Jack gesteht, dass er June immer noch liebt. Zu einer Antwort Junes kommt es nicht mehr; Jacks Mutter ruft die beiden zur Hilfe: Avery versucht gerade wutentbrannt, Dale zu erschießen. June und Jack können ihn noch davon abhalten, aber Averys Kandidatur ist endgültig verwirkt. Jack bittet June, das Liebesgeständnis zu vergessen und ihm etwas Zeit für sich zu geben.

## Kapitel 74–76
Auf der Orchideeninsel wird June von David erwartet, der für einen neuen Job nach New York gezogen ist. Obwohl June im Licht der jüngsten Ereignisse zögerlich ist, sich weiter auf die Beziehung einzulassen, stimmt sie einem gemeinsamen Urlaub auf Hawaii zu. Davids Onkel Vernon besitzt dort ein Hotel, doch bei der Ankunft wird klar, dass der Haussegen schief hängt: Vernon hat Streit mit Curtis, einem verwaisten Teenager, den er unter seine Fittiche genommen hat und der im Hotel arbeitet. Curtis bringt sich durch kleinere Delikte wie Vandalismus wiederholt in Schwierigkeiten mit der Polizei; Vernons Drohungen, ihn dafür auf die Militärakademie zu schicken, begegnet er abweisend. Es stellt sich heraus, dass er von Vernon nicht für seine Arbeit bezahlt wird und ihn darum bestohlen hat – Curtis versucht verzweifelt, Medikamente für seine kranke Großmutter zu bezahlen. Erst als ihm nicht nur June und David, sondern auch seine Großmutter zureden, geht Curtis zu Vernon, gibt das gestohlene Geld zurück und handelt mit ihm ein reguläres Gehalt und eine Festanstellung aus.

## Kapitel 77–82
Daheim und mittlerweile seit zwei Monaten mit David zusammen, der plant, ihr einen Antrag zu machen, erreicht June die Nachricht, dass Jack auf einem Testflug mit einem neuen Flugzeug abgestürzt und verschollen ist. June reist hastig nach Seattle, von wo aus er gestartet ist, und mit Marie Hamada, die über den Flug berichten wollte, weiter nach Alaska, dem Ort von Jacks letzter Funkmeldung. Dort schlagen sie sich unter Hilfe des ortskundigen Hundeschlittenführers Daryll durch die White Mountains. Tatsächlich finden June und Marie die Flugzeugtrümmer und Jack, der unterkühlt, verletzt und komatös ins Krankenhaus eingeliefert wird. Im Gespräch mit dem leitenden Mechaniker des Flugzeugherstellers, Gary Burton, einem ehemaligen Kameraden von Jack, erfahren June und Marie, dass der Flugzeugtank wahrscheinlich, vergleichbar mit dem Vorgehen gegen Feindesflugzeuge im Krieg, mit Zucker versetzt wurde. Burton verweist auf die Konkurrenzfirma Bering, die Interesse daran hätten, den Flug zu sabotieren. Marie und June schleichen sich bei Bering ein und finden Pläne für Jacks Flugzeug, die einen Eingriff leicht gemacht haben dürften.
Als June zu ihrer Bestürzung erfährt, dass Marie und Jack schon bald heiraten wollen, wird sie misstrauisch gegenüber Maries Motiven, hat diese doch einen sensationellen Artikel aus dem Geschehen gemacht, und bittet David, für sie Maries Hintergrund zu ermitteln. Bei der Durchsuchung von Maries Hotelzimmer findet sie jedoch deren Tagebuch, das von ihrer glücklichen Beziehung zu Jack schwärmt, und bereut ihre voreiligen, offenbar auf Eifersucht basierenden Schlüsse. Im Krankenhaus entgeht Jack derweil nur knapp einem Arsenanschlag, kann danach aber aufgeweckt werden. Die Mitteilung, Gary Burton habe ihn zwischendurch besucht, beunruhigt Jack sehr, weiß er diesen doch im Krieg verstorben. Der angebliche Gary Burton flieht vor June und entführt Marie. Dabei erkennt Jack ihn als Garys Bruder Tom Burton. Dieser will Rache für seinen Bruder und gibt Jack die Schuld für dessen Tod. Jack und June verfolgen ihn zu den San Juan Islands und kommen gerade rechtzeitig, um Marie aus einem brennenden Haus zu holen und Tom Burtons Flucht zu vereiteln.

## Kapitel 83–88
Nach Junes Rückkehr aus Seattle wird sie von David damit konfrontiert, immer noch in Jack verliebt zu sein. June weiß nichts zu erwidern und nimmt Davids Entscheidung, sie zu verlassen, widerstandslos hin. Sie spielt Fröhlichkeit vor, als Jack sie zu seiner und Maries Hochzeit nach Kanagawa einlädt. Doch sowohl ihre Freundschaft mit Jack als auch Maries anhaltende Nähe zu ihrem Freund aus Kindertagen, Tetsuya, sorgen für Spannungen auf beiden Seiten, noch verschärft durch Maries Streits mit ihrer verantwortungslosen jüngeren Schwester Kimiko. Als Kimiko entführt wird, eskaliert die Lage: Marie fordert von Jack, Lösegeld für ihre Schwester zu zahlen, während Jack es für sinnvoller hält, die Entführer aufzuspüren. Marie zerreißt im Zorn ein Foto von Jack und June und hält ihnen die Situation vor. June entzieht sich dem Streit, folgt einer Spur bis zu einem Yakuza-Patriarchen und macht schließlich Kimiko wohlauf in einem Hotel ausfindig: Die angebliche Entführung war von ihr und ihrem Freund Yugo Matsuo vorgetäuscht worden, um an Geld zu kommen und durchbrennen zu können; Yugo ist ein Anwärter der Yakuza und hat nach einem Ausweg gesucht. Nun droht der Patriarch, ihn für sein eigenmächtiges Vorgehen gegen die Hamada-Familie zu bestrafen.
June kann Yugo retten und versteckt ihn und Kimiko, aber ihr Eingreifen hat die Yakuza auf die Hamadas aufmerksam gemacht und diese setzen das Haus von Maries Vater in Brand. Jack rettet Mr. Hamada und geht dann mit June zur Yakuza in Tokyo, um ein Ende der Feindseligkeiten auszuhandeln. Angeregt wurde dieser Plan von Tetsuya, der mit Fotos einige der Waffengeschäfte des Patriarchen nachweisen kann. Als June diese Fotos vorlegt, reagiert der Patriarch auf den Erpressungsversuch, indem er June und Jack kurzerhand in der Sauna einsperrt, um sie dort an einem Hitzschlag sterben zu lassen. June und Jack gelingt der Ausbruch und sie werden, leicht bekleidet, von einer ganzen Schwadron Reporter und Polizisten empfangen. Tetsuya bringt den Skandal erfolgreich in die Zeitung, und Marie, die annimmt, dass Jack sie mit June betrogen hat, tröstet sich mit Tetsuya. Anschließend lösen Jack und Marie ihre Verlobung, doch June findet so kurz nach dem Desaster nicht den Mut, mit Jack über ihre Gefühle zu sprechen. So kehrt sie allein auf die Orchideeninsel zurück – und wird im Foyer ihres Anwesens mit einem Schuss empfangen.

## Kapitel 89–98
Virginia kommt rechtzeitig hinzu, um June vor dem Verbluten zu bewahren. Während June im Krankenhaus liegt, ermittelt Virginia auf eigene Faust; sie hat ihren Vater Sam Watts im Verdacht, der aus dem Gefängnis ausgebrochen ist und nachweislich auf dem Anwesen war. June bestätigt nach ihrer Not-OP, Sam gesehen zu haben, ist aber nicht begeistert, dass Virginia bewaffnet auf Verbrecherjagd geht. Über Sams Anwalt Lars Muncy kann Virginia Sam finden, doch er beteuert seine Unschuld und legt das Foto eines Auftragsmörders vor, der auf June und Virginia angesetzt wurde. Virginia ist misstrauisch, nimmt Sam aber gefesselt und mit vorgehaltenem Revolver mit, damit dieser sie zur Agentur des Auftragsmörders führt. Sie kommt mit dem richtigen Mann in Kontakt, doch Sam schießt voreilig auf diesen im Versuch, Virginia zu beschützen. Virginia schickt Sam fort und sichert die medizinische Versorgung des Mannes, während sie aus seinen Aufzeichnungen den Auftraggeber ermittelt, einen Maxwell Harris. Ihre Resultate teilt sie mit June sowie mit Jack und Irene, die um Junes willen nach Haus gekommen sind. Irene ist erschüttert, als sie den Namen hört; bevor sie damals ihre Familie verlassen hatte, hatte George Parker eine Affäre mit einer Frau namens Annette Harris. George hatte zwar die Affäre beendet und versucht, seine Ehe zu retten, doch seine Geliebte war bereits schwanger; Maxwell ist Junes Halbbruder.
Irene reist überhastet nach London, um ihn zu konfrontieren; June folgt ihr. Aber als sie mit Maxwell Harris spricht, weiß dieser weder von ihr noch von George Parker. June ist überzeugt, dass Maxwell lügt, findet sie doch in dessen Haus eine Visitenkarte, die auf die Agentur des Auftragsmörders hinweist. Sie setzt die Polizei auf ihn an und Maxwell wird verhaftet. Als die Lage sich beruhigt, gehen June und Jack gemeinsam in New York essen und reden endlich über ihre Gefühle füreinander. Ihre neue Beziehung muss allerdings hintenanstehen, als June zu Maxwells Prozess aussagt; Maxwells Sohn William beharrt hartnäckig auf dessen Unschuld. June und Virginia kommen mit William ins Gespräch und stellen schließlich Maxwells Motiv in Frage: Er ist selbst sehr wohlhabend und hat den Erbanspruch auf die Orchideeninsel nicht nötig. June eröffnet den Fall neu, nachdem Maxwell ihr aus dem Gefängnis geschrieben hat. Hilfe erhält sie von Sonny Daggett, der in seinen kriminellen Kreisen von einer Frau erfahren hat, die aufgebracht auf der Suche nach einem Killer ist, den sie auf June ansetzen kann. Zu dem Treffen mit Sonny kommt völlig aufgelöst Miss Hillingdon hinzu: Virginia ist aus der Schule entführt worden.
Eine Notiz wurde von Maxwells Mutter Annette Harris hinterlassen, die nicht nur die ursprünglichen Mordaufträge erteilt hat, sondern jetzt zudem rachsüchtig ist, weil June ihren Sohn ins Gefängnis gebracht hat. June verfolgt sie nach Rhode Island, ihrerseits insgeheim begleitet von Sam, der sich Sorgen um Virginia macht, dessen Hilfe June jedoch ausgeschlagen hat. Aus dem Tagebuch ihres Vaters kann June ermitteln, dass eine kleine Insel der Azoren eine Schlüsselrolle in seiner Affäre mit Annette gespielt hat: Von allen ihren Treffpunkten hätte dies der letzte sein sollen, aber George Parker hat ein letztes Treffen mit Annette verweigert. Jack, June und Sam fliegen dorthin und finden Virginia, die Annette inzwischen auf eigene Faust entkommen ist, aber da Annette Jacks Flugzeug in Brand gesteckt hat, sitzt die Gruppe auf der Insel fest. Annette stellt sie bewaffnet und will nicht mit sich reden lassen; George hat sie mit ihrer Schwangerschaft hängen lassen und sie will um jeden Preis Rache sowie die Orchideeninsel. Sam wirft sich vor sie, als sie auf Virginia schießt, und rettet das Leben seiner Tochter auf Kosten seines eigenen. Annette sperrt die Gruppe auf einem Boot ein, doch June und Jack gelingt es, die Küstenwache zu alarmieren und Annette verhaften zu lassen.

## Kapitel 99–100
Der Epilog des ersten Teils spielt nach einem Zeitsprung; 1932 hat Maxwell durch den Börsencrash seine Anstellung bei der Bank verloren und hilft mit June und Jack in Suppenküchen in New York aus, wenn die beiden gerade nicht unterwegs sind, um Ermittlungen in ihren Fällen nachzugehen. Virginia studiert inzwischen Politik und engagiert sich in der Arbeiterbewegung, kommt aber nach Hause auf die Orchideeninsel, um mit den anderen eine Hochzeit zu feiern: Irene und Hermann geben sich im Beisein der versammelten Familie das Ja-Wort.